# Neoscolecithrix watersae
Neoscolecithrix watersae is een eenoogkreeftjessoort uit de familie van de Tharybidae. De wetenschappelijke naam van de soort is voor het eerst geldig gepubliceerd in 1973 door Grice.